# Ачибах
Ачибах — гора в Абхазии. Высочайшая вершина плато Рыхва. На карте Абхазии, выпущенной в 2009 году Абхазским географическим обществом, гора носит название Арттара.
Гора возвышается над карровыми полями, в которых множество пещер. Одна из крупнейших пещер — шахта Квартет (-340 м).
На горе произрастает известняковая субальпийская эндемичная флора.

## Галерея

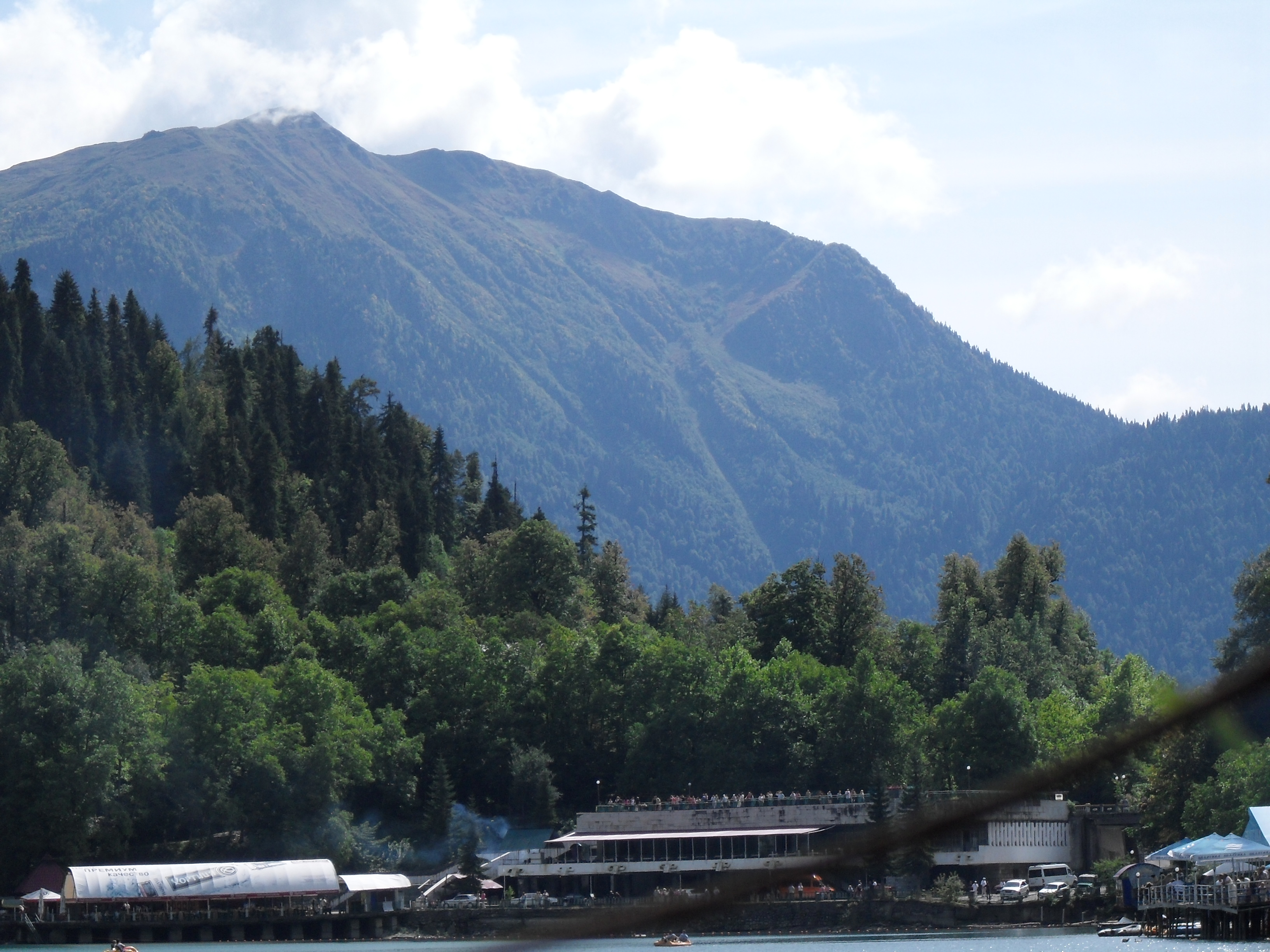
Вид на г. Ачибах
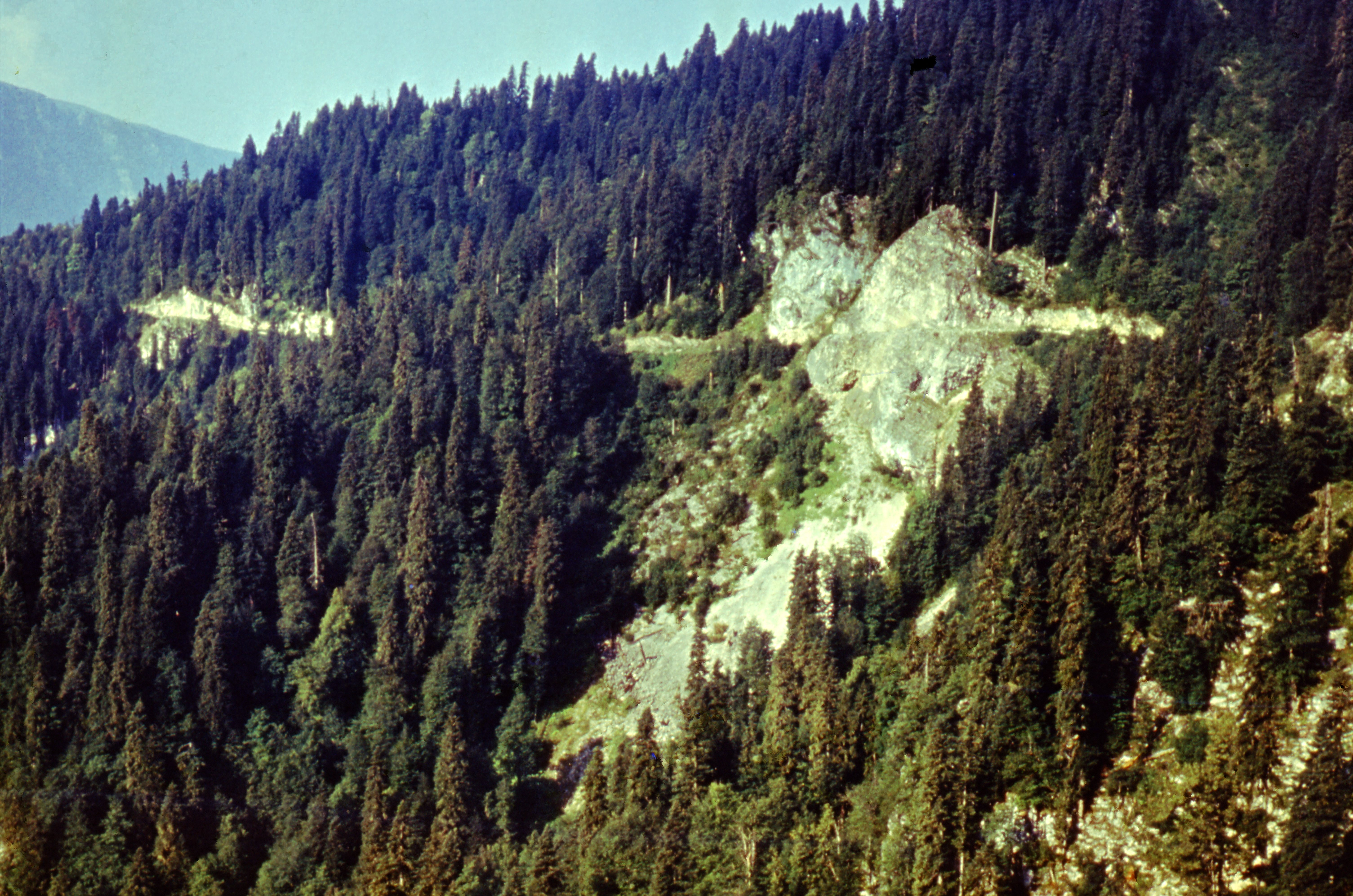
Лесовозная дорога на Ачибахе
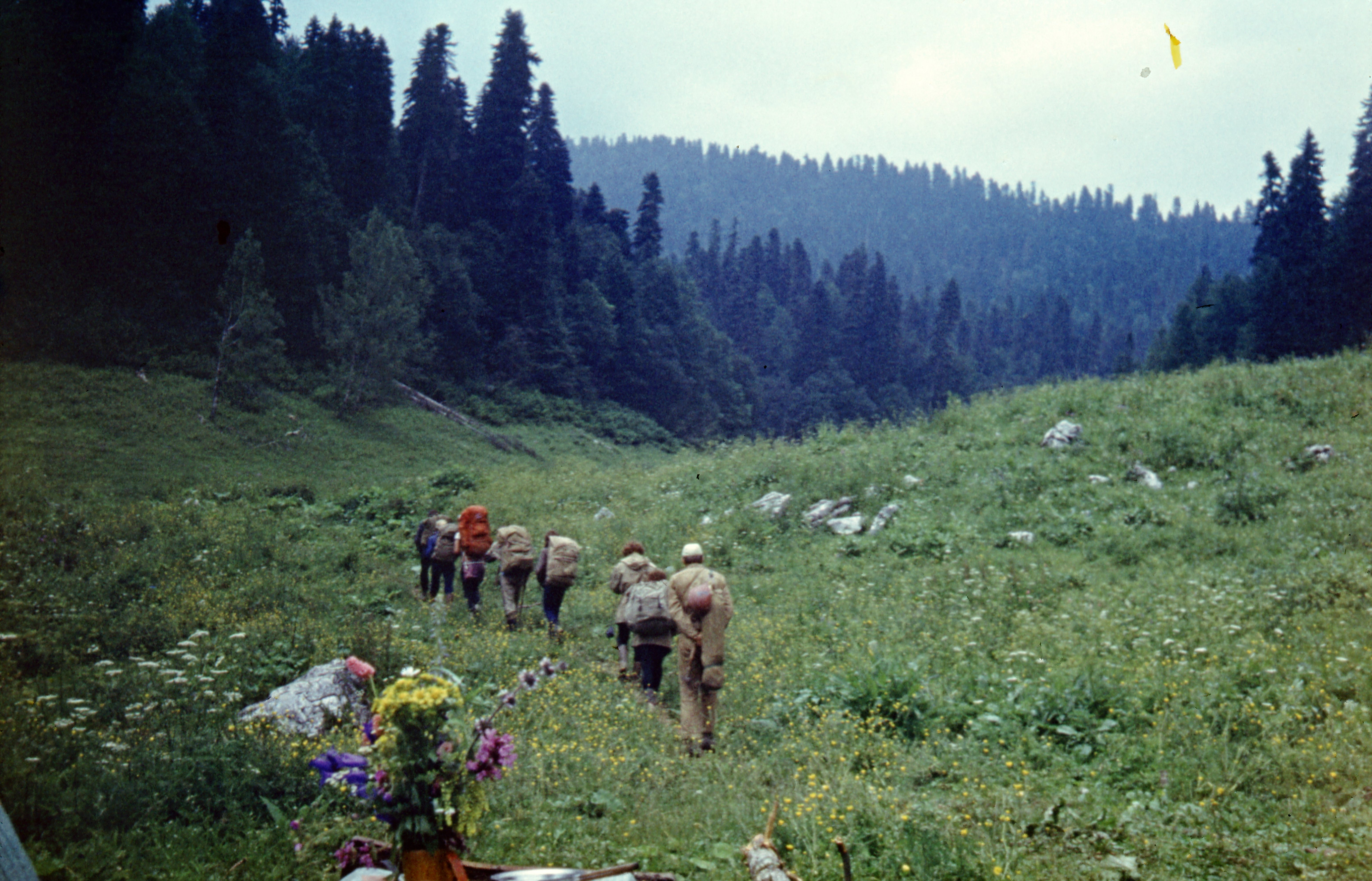
Нижнее плато г. Ачибах